# Могилів-Подільський хлібозавод
Могилів-Подільський хлібозавод — підприємство харчової промисловості у місті Могилів-Подільський Могилів-Подільського району Вінницької області України.

## Історія
Відповідно до першого п'ятирічного плану розвитку народного господарства СРСР у місті Могилів-Подільський було збудовано дві хлібопекарні.
Після початку Німецько-радянської війни з 23 червня 1941 року почалися повітряні бомбардування міста.
4 липня радянські війська відступили на лівий берег Дністра, 7 липня 1941 року розпочалися бої за Могилів-Подільський. 19 липня 1941 року він був окупований німецько-румунськими військами і включений до складу Румунії. 19 березня 1944 року місто було звільнено радянськими військами.
У період німецько-румунської окупації заводи були розграбовані та зруйновані, але вже в 1944 році на основі вцілілого обладнання почалося відновлення хлібопекарні та випічки хліба. Надалі, відповідно до четвертого п'ятирічного плану відновлення та розвитку народного господарства СРСР на базі хлібопекарні було створено міський хлібозавод, який був введений в експлуатацію в 1948 році. У роки п'ятої п'ятирічки завод значно збільшив виробничі потужності і розширив асортимент продукції.
Відповідно до восьмим п'ятирічним планом розвитку народного господарства СРСР обладнання заводу було оновлено. У 1969 році промислові підприємства міста були підключені до єдиної енергосистеми СРСР.
Загалом, за радянських часів завод входив до числа провідних підприємств міста.
Після проголошення незалежності України завод перейшов у відання державного комітету харчової промисловості України.
У липні 1995 року Кабінет міністрів України ухвалив рішення про приватизацію хлібозаводу.
Надалі завод перейшов у власність концерну «Хлібпром» (спочатку він був підпорядкований дочірньому підприємству концерну «Вінницяхліб», з грудня 2007 року - безпосередньо концерну).

## Діяльність
Підприємство виробляє хліб та хлібобулочні вироби.